# Долинівка (Покровський район)
Доли́нівка — село Новогродівської міської громади Покровського району Донецької області, Україна.

## Загальні відомості
Відстань до райцентру становить близько 23 км і проходить автошляхом місцевого значення. Територія села межує з землями с. Мемрик Покровського району Донецької області.

## Історія
Долинівка, до 1917 — менонітське село на власній землі в Катеринославській губернії, Бахмутський повіт, Голицинівська волость; у радянський період — Сталінська/Донецька область, Селидівський/Сталінский (Авдот'їнський) район. Засноване 1888 року на лівому березі річки Вовча. Засновники з молочанських колоній. Мешканці: 75/75 німці (1926), 240 (1941).
7 (20) листопада 1917 року, відповідно до Третього Універсалу Української Центральної Ради, увійшло до складу Української Народної Республіки.

## Населення

### Мова
Розподіл населення за рідною мовою за даними перепису 2001 року:
| Мова       | Кількість | Відсоток |
| ---------- | --------- | -------- |
| російська  | 8         | 72.73%   |
| українська | 3         | 27.27%   |
| Усього     | 11        | 100%     |

За даними перепису 2001 року населення села становило 11 осіб, із них 27,27 % зазначили рідною мову українську та 72,73 % — російську.